# Ipomoea purpurea
Liseron pourpre
Espèce
Classification phylogénétique
Le volubilis (Ipomoea purpurea) est une espèce de plantes herbacées de la famille des Convolvulaceae originaire du Mexique. Elle est largement cultivée comme fleur de jardin annuelle dans les régions tempérées où elle est appréciée pour sa végétation exubérante et ses grandes fleurs en entonnoir. Elle peut parfois devenir une plante invasive.
Nom scientifique : Ipomoea purpurea (L.) Roth., famille des Convolvulaceae, tribu des Ipomoeae.
Nom commun : volubilis, ipomée, liseron bleu ; anglais : morning glory.

## Description
C'est une plante herbacée vivace dans son aire d'origine par sa souche tubéreuse, mais cultivée comme annuelle. Cousine du liseron, elle est grimpante grâce à ses tiges volubiles et peut atteindre 2 à 5 mètres de haut.
Les feuilles, alternes, sont entières et acuminées (en forme de cœur).
L'ipomée s'épanouit généreusement de la mi-juillet environ à la fin septembre. Fleurs à corolle en entonnoir (infundibuliforme) de couleur bleue, rose ou pourpre, groupées par trois à cinq en petites cymes. La plupart des variétés produisent de grandes fleurs en trompette, qui s'ouvrent le matin et se referment dans l'après-midi à la faveur de la chaleur. Elles durent trois jours au maximum, mais le remplacement est continu.
Fruits en capsules déhiscentes, polyspermes. Les graines sont toxiques.
C'est une espèce originaire des régions tropicales.

### Confusions possibles
Le volubilis peut être confondu avec sa cousine, Ipomoea indica, dont les feuilles sont trilobées. Cette dernière espèce a besoin de plus de chaleur et peut être pérenne (Pyrénées-Atlantiques).

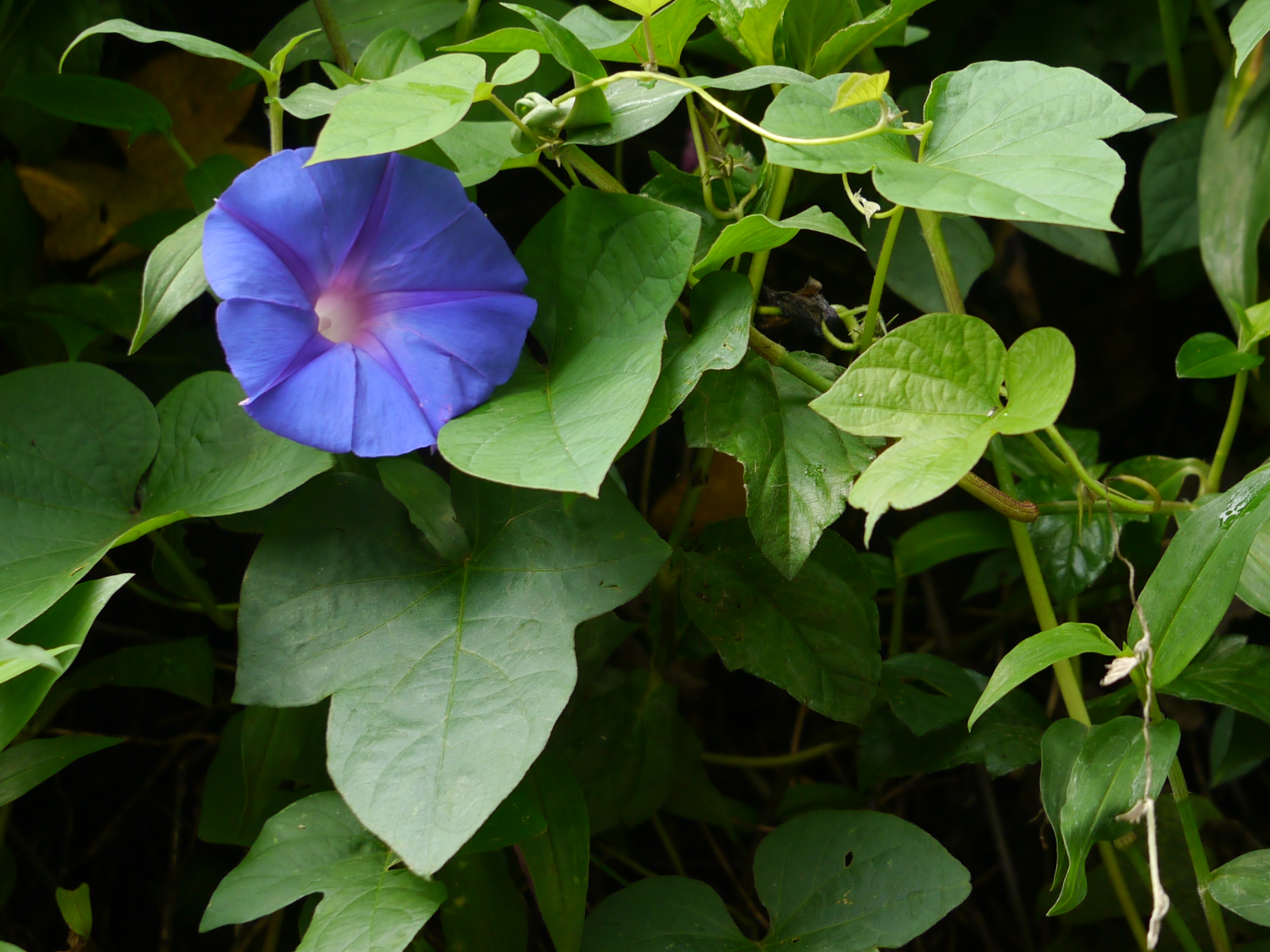
Ipomoea indica à feuilles trilobées
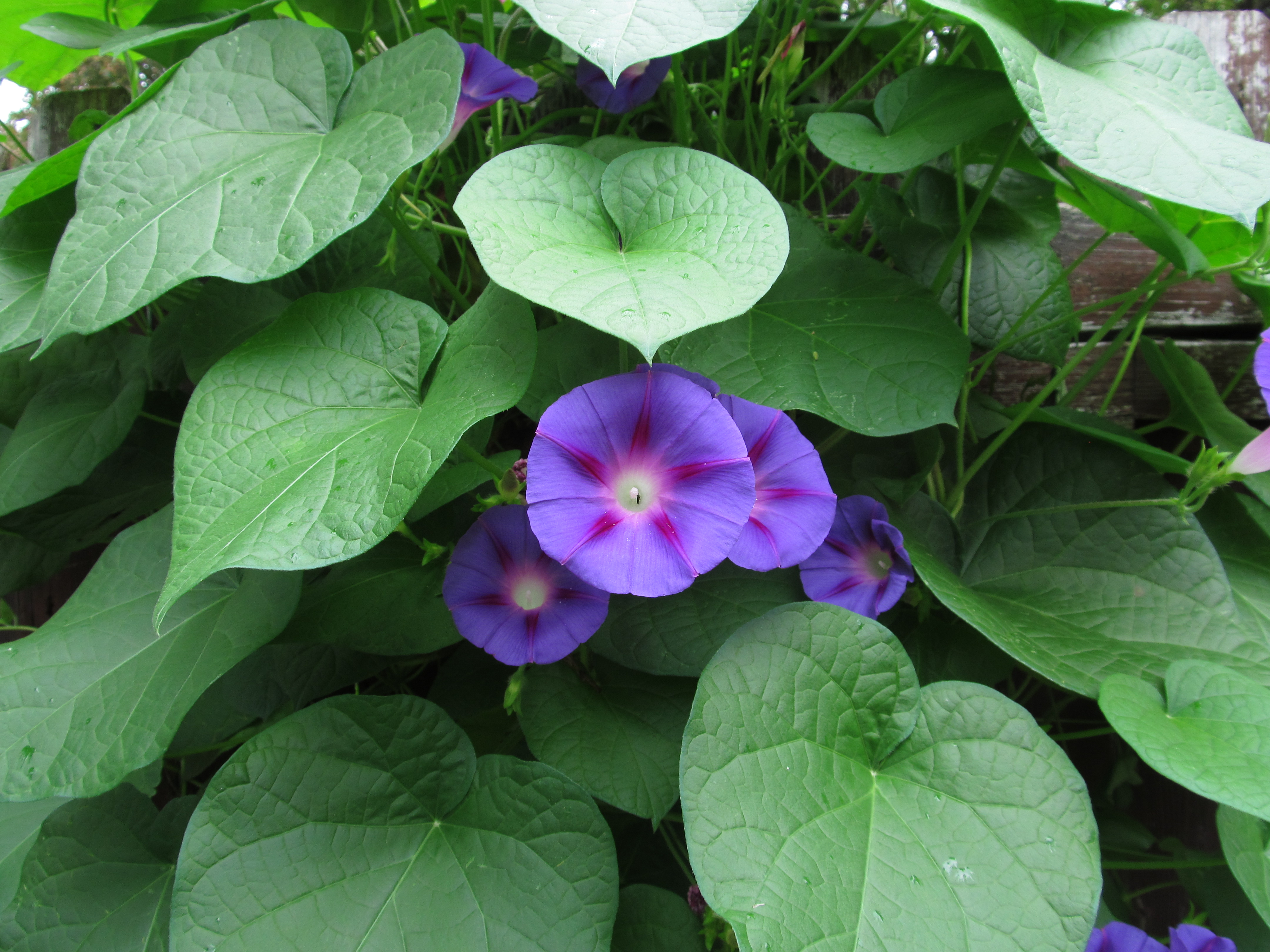
Ipomoea purpurea à feuilles en coeur

## Culture
Ses très nombreux cultivars sont aujourd'hui largement cultivés pour garnir les treillages et tonnelles. Elle peut aussi grimper sur des tiges en bambous ou un grillage.
Cette plante spectaculaire et très facile à réussir peut se semer en intérieur fin février ou en place à l'extérieur en mai (dès que les températures ne descendent plus sous 10 °C). Elle apprécie les sols riches.

## Symbolique
Dans le langage des fleurs, le volubilis représente l'amitié dévouée. Elle symbolise aussi la liaison facile et sans conséquence ainsi que l'incertitude.

## Usage psychotrope
Les graines de certaines volubilis contiennent de l'ergine (aussi appelé LSA), un alcaloïde hallucinogène proche du LSD. Les graines sont généralement réduites en poudre (sans quoi elles ne seraient pas digérées) puis avalées. Alternativement, elles peuvent être mâchées.
Les effets se font sentir lentement (4 heures) et longtemps (environ 6 - 10 heures). Ceux-ci sont précédés d'une heure de nausées.[réf. nécessaire]
Les trois effets les plus évidents sont une modification de la perception (voire hallucinations), un changement dans la manière de penser, et une douce euphorie.[réf. nécessaire]
Le fait d'avoir des antécédents familiaux de schizophrénie ou en souffrir augmente la problématique de la consommation.[réf. nécessaire]